# 片瀬まひろ
片瀬 まひろ（かたせ まひろ、1978年12月12日 - ）は、日本の女優、タレントである。東京都出身で、スターヒルに所属している。

## 略歴
- 2003年-2004年TOYOTA TEAM CERUMO・au サーキットレディ (JGTC)、TEAM CERUMO・COSMO OIL レーシングギャル (フォーミュラ・ニッポン)
- 2005年-2006年TOYOTA TEAM CERUMO・ZENT sweeties (SUPER GT)
- 2007年度はレースクイーンから離れ、舞台活動の傍ら、「News!371〜RQ」（エンタ!371）にてMCを務めた。
- ハイタイドを2009年2月28日付けで離れ、現在は有限会社スターヒルに所属している。

## 人物
- 身長163cm、B83・W58・H85。
- 芸能人女子フットサルチーム「Team Sunny side up」（後のZENT sweeties。2010年4月解散）の元メンバー。
- 趣味はネイルアート。
- 姉が1人いる[1]。

## 作品

### 映像作品
- 片瀬まひろ Mahiro Katase（2003年11月27日、ソニー・ミュージックディストリビューション） - EAN 4510418000128。
- もうひとつのGT選手権（2004年10月7日、ソフト・オン・デマンド） - EAN 4528558013472。
- ふたり〜レースクイーンフルーツシリーズ〜（2003年11月27日、ソニー・つくばテレビ） - EAN 4562151161123。

## 出演

### ドラマ
- 2007年CX「今週僕の妻が浮気します」（2007年1月〜3月）
- 2012年「新・ミナミの帝王3」- 村井 役
- 2012年世にも奇妙な物語 2012年 春の特別編 - ワタ毛男
- 2013年KTV アンフェアシリーズ「ダブル・ミーニング Yes or No?」
- 2013年KTV ドラマNEXT『ヨメ代行はじめました。』

### TV
- SPEED JAX
- News!371〜RQ（エンタ!371） - MC

### 舞台
- 2004年「ダンスダンスベイビーダンス」主演
- 2006年「おとし屋」：萬スタジオ
- 2006年「おとし屋3」：新宿サンモールスタジオ
- 2007年「オサエロ」：Airスタジオ
- 2007年「夏の夜の夢」：池袋芸術劇場
- 2007年「永遠の一秒」：豊島公会堂
- 2008年「Kiss Me You」：全労済ホールスペース・ゼロ

### 映画
- yoriko-寄子-（2008年） - 菊池幸恵 役